# Les Riceys
Les Riceys is een gemeente in het Franse departement Aube in de regio Grand Est. De plaats maakt deel uit van het arrondissement Troyes. Les Riceys telde 1.192 inwoners op 1 januari 2022.

## Wijnbouw
De gemeente Les Riceys omvat wijngaarden die vallen onder het Appellation d'Origine Contrôlée van de Champagne. De champagne van het huis Boizel wordt met rode wijn uit de wijngaarden van Cumières en Les Riceys, volgens dat champagnehuis "twee goede terroirs van de Champagne", op kleur gebracht.
De gemeente mag de daar geproduceerde wijnen als champagne AC, coteaux-champenois AC en rosé des Riceys AC op de markt brengen. Men verbouwt vooral de pinot noir.

## Geografie
De oppervlakte van Les Riceys bedraagt 42,93 vierkante kilometer; Op 1 januari 2022 was de bevolkingsdichtheid 27,8 inwoners per km².
De onderstaande kaart toont de ligging van Les Riceys met de belangrijkste infrastructuur en aangrenzende gemeenten.

## Demografie
Onderstaande figuur toont het verloop van het inwonertal.
Vanwege een beveiligingsprobleem met de MediaWiki Graph-software is het momenteel niet mogelijk deze grafiek weer te geven. Zodra de software is bijgewerkt zal de grafiek vanzelf weer zichtbaar worden.
Arrelles · Assenay · Avirey-Lingey · Avreuil · Bagneux-la-Fosse · Balnot-la-Grange · Balnot-sur-Laignes · Bernon · Les Bordes-Aumont · Bouilly · Bragelogne-Beauvoir · Channes · Chaource · Chaserey · Chesley · Cormost · Coussegrey · Crésantignes · Cussangy · Étourvy · Fays-la-Chapelle · Les Granges · Javernant · Jeugny · Lagesse · Laines-aux-Bois · Lantages · Lignières · Lirey · La Loge-Pomblin · Les Loges-Margueron · Longeville-sur-Mogne · Machy · Maisons-lès-Chaource · Maupas · Metz-Robert · Montceaux-lès-Vaudes · Pargues · Praslin · Prusy · Les Riceys · Roncenay · Saint-Jean-de-Bonneval · Saint-Pouange · Sommeval · Souligny · Turgy · Vallières · Vanlay · La Vendue-Mignot · Villemereuil · Villery · Villiers-le-Bois · Villiers-sous-Praslin · Villy-le-Bois · Villy-le-Maréchal · Vougrey